# جان بول دايموند
جان بول دايموند هو سياسي كندي، ولد في 9 أبريل 1940 في شاريت في كندا. حزبياً، نشط في حزب كيبيك الليبرالي. وقد انتخب عضو الجمعية الوطنية في كيبك ‏ عن دائرة Maskinongé (provincial electoral district) ‏ (8 ديسمبر 2008 – 7 أبريل 2014).